# Fuxi
Fuxi (chiń. 伏羲; pinyin Fúxī, znany też jako Taihao, chiń. 太皞; dosł. „Wielki Blask”) – w mitologii chińskiej pierwszy z legendarnych Trzech Czcigodnych, najdawniejszych władców Chin. Według traktatu Huainanzi jest bogiem Wschodu i planety Jowisz.
Był synem boga piorunów Leishena i dziewczyny z kraju Huaxu. Miał siostrę Nügua (Nüwa), z którą ożenił się, wbrew późniejszym zasadom etycznym Chińczyków. Miał być twórcą heksagramów umieszczonych w księdze Yijing oraz magicznego kwadratu luoshu. Przypisuje mu się także wynalezienie sieci do łowienia ryb, ustanowienie małżeństwa, nauczenie ludzi uprawy ziemi i rozniecania ognia (choć inne legendy jako dawcę ognia wymieniają Żółtego Cesarza lub Suirena). Uważa się, że w micie o Fuxi przetrwały w zbiorowej pamięci elementy wydarzeń epoki neolitycznej.
Fuxi zazwyczaj przedstawiany jest jako pół człowiek, pół wąż (lub smok). Na płaskorzeźbach pochodzących z epoki Han Fuxi i Nügua przedstawiani są często jako ciasno splecione ze sobą węże. Fuxi trzyma w dłoni kątownik, będący symbolem budownictwa, ale także uzdrawiających i magicznych sił. Często przedstawiany jest także jako postać o głowie wołu i ciele smoka pokrytym łuskami. 
Według mitu narodowości Yao, Fuxi i Nügua byli parą dzieci, które jako jedyni ludzie ocaleli z wielkiej powodzi, dzięki pomocy boga piorunów i tykwie, w której się schronili. Stąd też ma pochodzić imię Fuxi (brat-tykwa). Po potopie Fuxi miał poślubić swoją siostrę, która urodziła pierwszych ludzi. Postać Fuxi występuje też w wierzeniach ludu Miao.
W tradycji konfucjańskiej próbowano datować czasy Fuxi na lata 2852–2737 p.n.e. W Henanie i Szantungu znajdują się dwa grobowce kojarzone z Fuxi, natomiast w Tianshui znajduje się poświęcona mu świątynia.